# Ноа Лайлс
Ноа Лайлс (англ. Noah Lyles; нар. 18 липня 1997) — американський легкоатлет, який спеціалізується в бігу на короткі дистанції.
Батько — Кевін Лайлс (нар. 1973) — чемпіон світу (1995) та Універсіади (1993) з естафетного бігу 4×400 метрів.
Брат — Джозефус Лайлс (нар. 1998) — чемпіон світу серед юніорів з естафетного бігу 4×400 метрів.

## Спортивні досягнення
Олімпійський чемпіон з бігу на 100 метрів. Дворазовий бронзовий олімпійський призер з бігу на 200 метрів (2021, 2024).
Чемпіон світу з бігу на 100 метрів (2023), 200 метрів (2019,, 2022, 2023) та з естафетного бігу 4×100 метрів (2019, 2023). Срібний призер чемпіонату світу з естафетного бігу 4×100 метрів (2022).
Срібний призер чемпіонату світу в приміщенні з бігу на 60 метрів на з естафетного бігу 4×400 метрів (2024).
Чемпіон Світових естафет з естафетного бігу 4×100 метрів (2024) та срібний призер цих змагань з естафетного бігу 4×100 метрів (2019) та естафетного бігу 4×200 метрів (2017).
Переможець Континентального кубку з бігу на 100 метрів та з естафетного бігу 4×100 метрів (2018).
Чемпіон Діамантової ліги з бігу на 100 метрів (2019) та 200 метрів (2017, 2018, 2019, 2022).
Чемпіон світу серед юніорів з бігу на 100 метрів та з естафетного бігу 4×100 метрів (2016).
Чемпіон юнацьких Олімпійських ігор з бігу на 200 метрів (2014).
Срібний призер чемпіонату світу серед юнаків з комбінованого естафетного бігу (2013).
Чемпіон США у бігу на 100 метрів (2018, 2024) та 200 метрів (2019, 2021, 2022, 2024).
Чемпіон США в приміщенні з бігу на 60 метрів (2024) та 300 метрів (2017).
Ексволодар вищого світового досягнення в приміщенні у бігу на 300 метрів (31,87).

## Визнання
- Легкоатлет року в світі (у бігових стадіонних дисциплінах) (2023)[9]